# باول روبرتس (مغني)
باول روبرتس (بالإنجليزية: Paul Roberts)‏ هو مغني بريطاني، ولد في 31 ديسمبر 1959 في لندن في المملكة المتحدة.

## وصلات خارجية
- باول روبرتس على موقع ميوزك برينز (الإنجليزية)
- باول روبرتس على موقع ديسكوغز (الإنجليزية)